# Áreas protegidas de Rumania
Este artículo recoge, en forma de tabla ordenable, las principales áreas protegidas de Rumania.
Aproximadamente el 5,18% del territorio de Rumania goza de un estatus de protección (12 360 km²), incluido el delta del Danubio, que supone la mitad de esas áreas (2.43% del área de Rumania). Según los tipos, las principales son:
- 14 parques nacionales (3223 km²);
- 17 parques naturales (5492,33 km²);
- 617 reservas naturales (2043,55 km²);
- 55 reservas científicas (1112,77 km²);
- 234 monumentos naturales (77,05 km²);

Las tres mayores áreas protegidas son el Parque natural Montañas Maramureș (148 850 ha), el Parque natural Iron Gates (115 665,8 ha) y el Parque natural Apuseni (75 784 ha); las más pequeñas son Parque natural Dumbrava Sibiului  (993 ha), Parque natural Llanura aluvial de Mureș (171,66 ha) y el Geoparque Meseta Mehedinți (106,5 ha).
De los 41 distritos de Rumania, 26 tienen algún parque nacional o natural, ya sea íntegramente (hay 21) o compartido (10). Los que más tienen son: cuatro los distritos de  Caraș-Severin y  Hunedoara; tres, Gorj y Neamț.

## Parques nacionales y naturales
En la tabla que sigue se han recogido los 14 parques nacionales y 17 parques naturales aprobados en abril de 2021. Se han ordenado en dos grupos —primero los parques nacionales y luego los parques naturales— a su vez ordenados cronológicamente por fecha de establecimiento. Se pueden ordenar por cualquier otro campo sin más que clicar las flechas de la columna correspondiente (). El número de orden es propio de la Wikipedia y sirve como referencia, careciendo de ningún valor oficial.
| º      |        |                                                |                                                                                        |           |                     |                    | |  |
| ------ | ------ | ---------------------------------------------- | -------------------------------------------------------------------------------------- | --------- | ------------------- | ------------------ | --- |  |
| Imagen | #      | Nombre                                         | Ubicación (distrito)                                                                   | Área (ha) | Año de constitución | Año de declaración | Notas (sitio web) |  |
|        | Nac 01 | Parque nacional Retezat                        | Distrito de Hunedoara                                                                  | 38 047    | 1935                | 2000               | - retezat.ro |  |
|        | Nac 02 | Parque nacional Piatra Craiului                | Distrito de Argeș Distrito de Brașov                                                   | 14 773    | 1938                | 2000               | - pcrai.ro |  |
|        | Nac 03 | Parque nacional Cozia                          | Distrito de Vâlcea                                                                     | 17 100    | 1966                | 2000               | - cozia.ro |  |
|        | Nac 04 | Parque nacional Călimani                       | Distrito de Bistrița-Năsăud Distrito de Harghita Distrito de Mureș Distrito de Suceava | 24 041    | 1975                | 2000               | - calimani.ro |  |
|        | Nac 05 | Parque nacional Semenic-Cheile Caraşului       | Distrito de Caraș-Severin                                                              | 36 664    | 1982                | 2000               | - pnscc.ro |  |
|        | Nac 06 | Parque nacional Domogled-Valea Cernei          | Distrito de Caraș-Severin Distrito de Gorj Distrito de Mehedinți                       | 61 211    | 1982                | 2000               | - domogled-cerna.ro |  |
|        | Nac 07 | Parque nacional Cheile Bicazului-Hăşmaş        | Distrito de Harghita Distrito de Neamț                                                 | 6575      | 1990                | 2000               | - cheilebicazului-hasmas.ro |  |
|        | Nac 08 | Parque nacional Cheile Nerei-Beuşniţa          | Distrito de Caraș-Severin                                                              | 36 758    | 1990                | 2000               | - cheilenereibeusnita.ro |  |
|        | Nac 09 | Parque nacional Rodna                          | Distrito de Bistrița-Năsăud Distrito de Maramureș                                      | 47 177    | 1990                | 2000               | - parcrodna.ro |  |
|        | Nac 10 | Delta del Danubio                              | Distrito de Tulcea                                                                     | 5762,16   | 1991                | 2000               | - ddbra.ro |  |
|        | Nac 11 | Parque nacional Ceahlău                        | Distrito de Neamț                                                                      | 7742,5    | 1995                | 2000               | - ceahlaupark.ro |  |
|        | Nac 12 | Parque nacional Munţii Măcinului               | Distrito de Tulcea                                                                     | 11 151,82 | 2000                | 2000               | - parcmacin.ro |  |
|        | Nac 13 | Parque nacional Defileul Jiului                | Distrito de Gorj Distrito de Hunedoara                                                 | 11 127    | 2005                | 2005               | - defileuljiului.ro |  |
|        | Nac 14 | Parque nacional Buila-Vânturariţa              | Distrito de Vâlcea                                                                     | 4186      | 2005                | 2005               | - buila.ro |  |
|        | Nat 01 | Parque natural Dumbrava Sibiului               | Distrito de Sibiu                                                                      | 993       | 1963                | 2000               | Consiste en un área de bosque (Bosque de Dumbrava) atravesado por el río Trinkbach, formando en su curso tres lagos de tipo antrópico. |  |
|        | Nat 02 | Parque natural Bucegi                          | Distrito de Brașov Distrito de Dâmbovița Distrito de Prahova                           | 32 663    | 1974                | 2000               | Representa una zona montañosa (crestas, morrenas, circos, cañones, valles, cascadas, bosques y pastos) con una gran variedad de flora y fauna propia de los Cárpatos. - bucegipark.ro |  |
|        | Nat 03 | Parque natural Brăila Small Puddle             | Distrito de Brăila                                                                     | 17 529    | 1978                | 2000               | Es un humedal de importancia internacional, especialmente un hábitat de aves acuáticas (ecosistema acuático) y especies terrestres. - bmb.ro |  |
|        | Nat 04 | Parque natural Grădiștea Muncelului-Cioclovina | Distrito de Hunedoara                                                                  | 38 184    | 1979                | 2000               | Representa una región montañosa (que incluye cordilleras, morrenas, circos, cañones, valles, cascadas, bosques y pastos) con una gran variedad de flora y fauna propia de los Cárpatos. - gradiste.ro |  |
|        | Nat 05 | Parque natural Apuseni                         | Distrito de Alba Distrito de Bihor Distrito de Cluj                                    | 75 784    | 1990                | 2000               | Representa una zona montañosa con una gran variedad de flora y fauna específica de los Cárpatos. |  |
|        | Nat 06 | Parque natural Iron Gates                      | Distrito de Caraș-Severin Distrito de Mehedinți                                        | 115 665,8 | 1990                | 2000               | Representa una zona de convergencia de flora y fauna entre la llanura rumana y la llanura de Panonia - pnportiledefier.ro |  |
|        | Nat 07 | Parque natural Vânători-Neamț                  | Distrito de Neamț                                                                      | 30 818    | 1999                | 2000               | Representa una zona montañosa con una gran variedad de flora y fauna específica de los Cárpatos. - vanatoripark.ro |  |
|        | Nat 08 | Parque natural Cindrel                         | Distrito de Sibiu                                                                      | 9873      | 2000                | 2000               | Representa una zona montañosa con acantilados rocosos, cuencas glaciares, morrenas, umbrales glaciales y lagos, valles, manantiales, sumideros y picos rectos. |  |
|        | Nat 09 | Parque natural Putna-Vrancea                   | Distrito de Vrancea                                                                    | 30 204    | 2004                | 2004               | Representa una zona montañosa (picos de montañas, fallas, cañones, cascadas, valles, bosques, pastos) con una gran variedad de flora y fauna propia de los Cárpatos. - putnavrancea.ro |  |
|        | Nat 10 | Parque natural Montañas Maramureș              | Distrito de Maramureș                                                                  | 148 850   | 2004                | 2004               | Representa una zona montañosa con una gran variedad de flora y fauna específica de los Cárpatos. - muntiimaramuresului.ro |  |
|        | Nat 11 | Parque natural Comana                          | Distrito de Giurgiu                                                                    | 24 963    | 2005                | 2005               | Área de conservación especial con régimen de protección para varias especies de flora espontánea (Paeonia peregrina Mill-sp., Ruscus aculeatus') y vida silvestre (aves, peces, mamíferos), reptiles y anfibios) de la llanura de Burnaz. El sitio de Comana (desde el 25 de octubre de 2011) está protegido por la Convención de Ramsar, como un humedal de importancia internacional. - comanaparc.ro |  |
|        | Nat 12 | Geoparque de dinosaurios País Hateg            | Distrito de Hunedoara                                                                  | 1023,92   | 2005                | 2005               | El país de Hațeg alberga un patrimonio cultural muy rico: hay algunas de las iglesias más antiguas en el norte del Danubio, la mayor concentración de sitios y monumentos medievales en Rumania, una gran cantidad de otros monumentos arquitectónicos, así como artes y tradiciones populares conservadas, tanto rumanas como húngaras.- hateggeoparc.ro                                               |  |
|        | Nat 13 | Parque natural Lower Prut Floodplain           | Distrito de Galați                                                                     | 8247      | 2005                | 2005               | Protege un humedal (marismas, canales, llanuras aluviales, lagos, pantanos) de importancia internacional para hábitats de aves acuáticas, mamíferos, peces y especies de plantas. |  |
|        | Nat 14 | Geoparque Meseta Mehedinți                     | Distrito de Gorj Distrito de Mehedinți                                                 | 106,5     | 2005                | 2005               | Representa una zona montañosa (barrancos, valles apacibles, pavimentos de piedra caliza, cuevas, cuevas de fosa, bosques, pastos) que alberga una gran variedad de flora y fauna, algunas de las especies muy raras o endémicas. |  |
|        | Nat 15 | Parque natural Llanura aluvial de Mureș        | Distrito de Arad                                                                       | 171,66    | 2005                | 2005               | Representa un ecosistema típico de humedales, con aguas corrientes y lagos, pantanos, llanuras aluviales y bosques; el lugar importante de paso y alojamiento de muchas especies de aves, algunas protegidas por ley. - luncamuresului.ro |  |
|        | Nat 16 | Parque natural Upper Mureș Defile              | Distrito de Mureș                                                                      | 9156      | 2007                | 2007               | Representa una zona con una gran variedad de flora y fauna. |  |
|        | Nat 17 | Parque natural Cefa                            | Distrito de Bihor                                                                      | 5002      | 2010                | 2010               | Es una zona húmeda (marismas, canales, llanuras aluviales, bosques y pastos) y representa un área de importancia internacional, particularmente hábitat de aves acuáticas y especies terrestres. |  |

## Reservas naturales
Las reservas naturales son áreas naturales protegidas por ley para proteger y conservar importantes hábitats y especies naturales. Las dimensiones de las reservas naturales varían y dependen del área que necesitan los elementos naturales protegidos. Además de las actividades científicas, las administraciones de reservas naturales fomentan las actividades tradicionales y el ecoturismo que no afectan el paisaje natural. Aquí no se permite el uso de recursos naturales.
Hay 617 reservas naturales que suman 2.043,55 km².

## Reservas científicas
Las reservas científicas también son áreas protegidas que, como las anteriores, tienen como objetivo la protección y preservación de los hábitats naturales. La diferencia es que las reservas científicas no pueden ser visitadas por turistas. Estas áreas generalmente contienen especies raras de plantas y animales o elementos naturales particulares, por lo que aquí se prohíbe cualquier actividad humana, excepto las actividades de investigación y educación. La entrada sin permiso en las reservas científicas se castiga con multas considerables.
Hay 55 reservas de este tipo que suman un total de 1.112,77 km².

## Monumentos naturales
Hay 234 monumentos naturales que suman 77,05 km².